# Brunskär, Finland
Brunskär är en ö i Korpo skärgård i Skärgårdshavet drygt fem sjömil söder om Gyltö.
Brunskär omnämns första gången i jordeboken från 1540 och uppges då ha tre gårdar. Petrus Magni Gyllenius besökte ön 1651 och skrev att den har ”en brundh mitt uthi ett bergh”. Brunnen är antagligen en naturlig källa och skälet till öns namn.
I oktober 1893 landade den välkände ballongfararen Salomon August Andrée på Eskörn strax utanför Brunskär. Ballongen fortsatte sedan herrelös till Lohm där den till slut fastnade med släplinan i en tall. På Eskörn står idag ett minnesmärke över den första flygningen över Östersjön.
Brunskär är känt för sin unika flora med nattvioler och ett rikt fågelliv med bland annat kornknarr och höksångare.